# Münzkirchen
Münzkirchen est une commune autrichienne du district de Schärding en Haute-Autriche.

## Personnalités liées à la ville
- Maria Mandl (1912-1948)